# ليونارد روز
ليونارد روز (بالإنجليزية: Leonard Rose)‏ هو عازف تشيلو وموسيقي أمريكي، ولد في 27 يوليو 1918 في واشنطن العاصمة في الولايات المتحدة، وتوفي في 16 نوفمبر 1984 في وايت بلينس في الولايات المتحدة بسبب سرطان الرئة.

## وصلات خارجية
- ليونارد روز على موقع IMDb (الإنجليزية)
- ليونارد روز على موقع الموسوعة البريطانية (الإنجليزية)
- ليونارد روز على موقع ميوزك برينز (الإنجليزية)
- ليونارد روز على موقع إن إن دي بي (الإنجليزية)
- ليونارد روز على موقع أول ميوزيك (الإنجليزية)
- ليونارد روز على موقع ديسكوغز (الإنجليزية)